# Horná Lehota (okres Dolný Kubín)
Horná Lehota  je obec na Slovensku, v okrese Dolný Kubín v Žilinském kraji, na Oravě. Žije v ní 598 obyvatel. Přes obec prochází železniční trať Kraľovany–Trstená.

## Historie
První písemná zmínka o vesnici pochází z roku 1420.

## Přírodní poměry
Obec leží na břehu řeky Orava v nadmořské výšce 534 metrů a její katastrální území má výměru 15,337 km². Tok řeky Oravy je součástí chráněného areálu Rieka Orava.

## Osobnosti
- Aristide Abafi (11. července 1799 – 15. června 1861), šlechtic, statkář
- Augustin Abafi (19. století), hospodářský a osvětový pracovník, statkář
- František Abafi (1732–1817), uherský šlechtic, politik, publicista, cestovatel, revolucionář a osvícenec
- Libor Jozef Mattoška (2. října 1891 – 30. srpna 1958), františkánský páter, zakladatel katolických spolků, spisovatel a redaktor